# Lách tách ngực vàng
Lách tách ngực vàng (tên khoa học: Lioparus chrysotis) là một loài chim trong họ Khướu mỏ dẹt (Paradoxornithidae), nhưng trước đây từng được xếp trong họ Sylviidae. hoặc như một phần của chi Alcippe nghĩa rộng trong họ Timaliidae.
Loài này được tìm thấy ở Bhutan, Trung Quốc, Ấn Độ, Myanmar, Nepal và Việt Nam. Môi trường sống tự nhiên của nó là các khu rừng trên núi nhiệt đới hoặc cận nhiệt đới, và các khu rừng ôn đới.

## Các phân loài
- L. c. chrysotis (Blyth, 1845): trung và đông Himalaya.
- L. c. albilineatus Koelz, 1954: nam Assam, Nagaland, Manipur (đông bắc Ấn Độ).
- L. c. forresti (Rothschild, 1926): đông bắc Myanmar và tây nam Trung Quốc.
- L. c. swinhoii (Verreaux, J, 1871): trung và đông nam Trung Quốc.
- L. c. amoenus (Mayr, 1941): nam Trung Quốc và tây bắc Việt Nam.
- L. c. robsoni (Eames, JC, 2002): trung Việt Nam.